# Рая
Рая̀ (на османски турски: رعايا; на турски: râya - „земляк, животно, паша на овце, поданици, граждани, стадо”) е социална група в Османската империя, обхващаща хората с нисък социален статус, които не се ползват с данъчни привилегии, за разлика от съсловията на военните (аскер) и робите (кул). Трябва да се отбележи, че както обикновените християни, така и обикновените мюсюлмани спадат към раята. Терминът обозначава непривилегировано, обременено с данъци и социално по-ниско население.
Терминът „рая“ е арабизъм) (от арабски: رعايا raʿāyā, османски турски: رعايا, [ɾeˈʔːjeː], който османците пренасят от персийски. Подобно на другите средновековни държави, османската обществена организация имала формата на пирамида. На върха били висшето духовенство и чиновниците. Следвала ги по-многобройната група на военните, които се сражавали за разширяване на „царството на исляма“ и за увеличаване богатствата на държавата. Най-безправна и многобройна част от османското обществото била раята, т.е. хората, които произвеждали благата и плащали данъци.